# O Amor É Cego
Shallow Hal (pt/br O Amor É Cego) é um filme norte-americano do gênero comédia romântica, lançado em 2001 e estrelado por Gwyneth Paltrow e Jack Black.  Dirigido pelos irmãos Peter e Bobby Farrelly, foi filmado em Charlotte, na Carolina do Norte e arredores, bem como em Sterling e Princeton, Massachusetts.  O filme segue a história de um homem que se apaixona por uma mulher de 300 quilos depois de ser hipnotizado para ver apenas a beleza interior das pessoas.
O elenco de apoio conta com Jason Alexander, Joe Viterelli e Susan Ward, enquanto a trilha sonora é  composta por William Goodrum, Ivy e Cliff Eidelman. Shallow Hal foi lançado nos cinemas em 9 de novembro de 2001 pela 20th Century Fox, e arrecadou US$ 141 milhões contra um orçamento de US$ 40 milhões.

## Sinopse
Hal (Jack Black) é um homem que segue à risca o conselho de seu falecido pai e apenas se interessa por mulheres que tenham um físico perfeito. Mas tudo muda quando ele por acaso se encontra com Anthony Robbins, um guru de auto-ajuda que o hipnotiza e faz com que ele apenas possa visualizar a beleza interior das mulheres, em detrimento de seu físico.

## Elenco
- Jack Black como Hal Larson
  - Sasha Neulinger como o jovem Hal
- Gwyneth Paltrow como Rosemary "Rose" Shanahan
- Jason Alexander como Mauricio Wilson
- Joe Viterelli como Steve Shanahan
- Jill Christine Fitzgerald como Sra. Shanahan
- Tony Robbins como ele mesmo
- Bruce McGill como Reverendo Larson
- Molly Shannon como Sra. Mary Larson (não creditada)
- Susan Ward como Jill
- Rene Kirby como Walt
- Kyle Gass como Artie
- Laura Kightlinger como Jen
- Brooke Burns como Katrina
- Sayed Badreya como Dr. Sayed
- Zen Gesner como Ralph
- Ron Darling como atraente Li'iBoy
- Joshua Shintani como fora de forma Li'iBoy
- Sascha Knopf como atraente Tanya
- Nan Martin como não atraente Tanya
- Mary Wigmore como atraente Tiffany
- Rob Moran como não atraente Tiffany
- Michael Corrente como sem-teto #2
- Leslie DeAntonio como empregada Helga
- Manon von Gerkan como Lindy
- Brianna Gardner como Cadence
- Letícia Birkheuer como garota dançando na balada

## Produção
O escritor Sean Moynihan é legalmente cego e foi inspirado por Tony Robbins para escrever o roteiro. As versões anteriores da história não incluíam a presença de Robbins; em vez disso, um médium seria o responsável pela mudança de visão de Hal.
Os irmãos Farrelly admitiram que este era um pouco diferente de algumas de suas comédias anteriores, mas como com todos os seus filmes eles gostam para que o público sinta uma conexão com cada um dos personagens. Shallow Hal foi um filme mais emocional e os produtores passaram muito tempo tentando garantir que ele não seria retratado como um tipo de filme de "gordo", mas que tem uma forte mensagem associada a ele.
Os irmãos Farrelly defenderam o filme e seu enredo das críticas, argumentando que era mais do que uma mera "piada sobre gordos", mas ao invés disso, possuía uma mensagem forte sobre "beleza interior".
Em dezembro de 1999, Gwyneth Paltrow estava em negociações para estrelar o filme. Os irmãos Farrelly tentaram, sem sucesso, fazer com que Garry Shandling interpretasse como Mauricio, antes de Jason Alexander ser finalmente escalado.
Paltrow desempenhou ambos os papéis, a magra e gorda Rosemary (exceto por um close de cena na gordura de Rosemary abaixo do pescoço, que foram retratados no corpo de sua dublê Ivy Snitzer), e teve de usar um traje fatsuit concebida em 11,3 kg e uma prótese encapsulante como make-up. Anos mais tarde, ela admitiu que não gostou de participar da produção do filme, alegando que a experiência de usar o traje obeso e encarar o julgamento de pessoas desconhecidas foi algo "perturbador".
Os efeitos de maquiagem protética e ternos corporais para Rosemary, mãe de Rosemary e todos os personagens secundários foram projetados e criados por Tony Gardner e sua empresa Alterian, Inc.

## Recepção

### Resposta da crítica
O filme recebeu críticas mistas dos críticos. Website de Review Rotten Tomatoes dá ao filme uma classificação de 51%, com base em 126 avaliações, e uma classificação média de 5.5/10. O consenso crítico do site disse: "Embora surpreendentemente mais doce e caloroso do que as exibições anteriores dos Farrelly, Shallow Hal também é menos engraçado e mais brando."
Roger Ebert deu uma resposta positiva, escrevendo, "Shallow Hal é muitas vezes muito engraçado, mas também com movimentos surpreendentemente às vezes."

## Prêmios
Nomeações
- Teen Choice Awards
  - 2002: Choice Movie: Filme de comédia
  - 2002: Choice Movie: Ator de comédia (Jack Black)
  - 2002: Choice Movie: Atriz de comédia (Gwyneth Paltrow)